# 67P/Ciuriumov-Gherasimenko
Ciuriumov-Gherasimenko, oficial denumită 67P/Ciuriumov-Gherasimenko, este o cometă cu o perioadă orbitală curentă de 6,45 ani și o perioadă de rotație de aprox. 12,7 ore. Cometa va ajunge la periheliu (cea mai scurtă distanță de Soare) la 13 august 2015. Cometa este numită după descoperitorii ei, Klim Ciuriumov și Svetlana Gherasimenko, primii care au observat-o pe plăci fotografice în 1969. 

## Descoperirea cometei
Această cometă a fost descoperită de astronomul Klim Ivanovici Ciuriumov în timp ce examina o placă fotografică a cometei 32P/Comas Solà / 32P/Comas Solá, luată la 11 septembrie 1969 de astronoma Svetlana Ivanovna Gherasimenko la Institutul de Astrofizică de la Alma-Ata, acum Almatî, fostă capitală a Kazahstanului.
El a găsit imaginea unui obiect pe marginea plăcii fotografice și a presupus că era vorba de cometa  32P/Comas Solà.
La Kiev, plăcile au fost minuțios inspectate și, la 22 octombrie, s-a descoperit  că obiectul nu putea fi cometa Comas Solà, întrucât poziția sa diferea cu mai mult de  1,8° de poziția așteptată.
O examinare mai atentă a scos în evidență o slabă imagine a cometei Comas Solà în poziția corectă, ceea ce a dovedit că obiectul identificat de Ciuriumov era o cometă care nu fusese încă descoperită.

## Traiectoria orbitală
Orbita cometei 67P/Ciuriumov-Gherasimenko are o istorie destul de interesantă.

Când cometa se apropie de unul din giganții gazoși, Jupiter sau Saturn, orbita sa este deseori modificată.
S-a putut calcula, pentru această cometă, că, înainte de 1840, ar fi fost aproape imposibil să fie observată, distanța sa la periheliu fiind de circa 4 ua.
Din cauza gravitației exercitate de Jupiter, orbita cometei s-a modificat, iar distanța la periheliu s-a redus la 3 ua.

Mai târziu, în 1959, o altă apropiere de Jupiter a modificat, din nou, orbita cometei, distanța la periheliu ajungând la valoarea actuală, 1,28 ua.

## Misiunea Rosetta
Ciuriumov-Gerasimenko este destinația misiunii Rosetta a Agenției Spațiale Europene, lansată la 2 martie 2004. Rosetta a intrat pe orbită în jurul cometei pe 6 august 2014, după care o va studia și va identifica un loc de coborâre și de așezare pe solul nucleului cometei potrivit pentru sonda (engleză lander) Philae, programate pentru data de 10 noiembrie 2014.
Potrivit Agenției Spațiale Europene, s-a hotărât ca așezarea sondei Philae pe solul cometei să aibă loc miercuri, 12 noiembrie 2014, în jurul orelor 17:35 (ora României), într-o regiune cu diametrul de circa 1 kilometru.
- La 12 noiembrie 2014, minilaboratorul „Philae” s-a desprins de pe „Rosetta” și s-a așezat pe cometa 67P/Ciuriumov-Gherasimenko, exact în locul stabilit.[7] La asolizare au apărut probleme. Unele din experimentele planificate nu vor mai putea avea loc.[8]
- La 13 iunie 2015 robotul laborator Philae, aflat pe cometa 67P/Ciuriumov-Gherasimenko, s-a trezit din hibernare și și-a reluat contactul cu Pământul pentru 2 minute, în care a transmis date timp de 40 de secunde.[9]

### Caracteristici fizice
Clișeele  luate de Telescopul Spațial Hubble în martie 2003 au permis să se estimeze diametrul obiectului la circa 4 kilometri. În iulie 2014, noi imagini luate de Rosetta au scos în evidență faptul că nucleul  lui „Ciuri” este un binar de contact, cu o talie globală de 4 km pe 3,5 km. 
Cometa se rotește în jurul ei însăși în 12,4 ore.
Temperatura solului nucleului cometei este de -90°C.